# آنتونی ساندرز
آنتونی ساندرز (انگلیسی: Anthony Sanders؛ زادهٔ ۲ مارس ۱۹۷۴) بازیکن بیس‌بال اهل ایالات متحده آمریکا بود.
وی در مسابقات کشوری و بین‌المللی در مجموع برندهٔ ۱ مدال طلا شده‌است.